# Замок Кагераданган
Замок Кагераданган (англ. Caheradangan Castle, ірл. Caislean Cathair a Daingin) — замок Кахайр а Дангін — один із замків Ірландії. Розташований в графстві Ґолвей в приході Кіллора. Назва перекладається як «Кам'яна фортеця Швидкості». Був побудований в XV столітті феодалами Берк (де Бурго) з метою захисту своїх володінь. Належав маркізам Кланрікард, Рокерту Д'Арсі, Вудвіллам, вдові Річарда Ратберна, есквайра. Замок добре зберігся. Колись володарі замку володіли навколишніми землями, де були млини, поля, де вирощували овес, картоплю, пшеницю, пагорби з пасовищами. Землі межували з приходами Кілконерон, Ліккеріг, землями Креггаун, Баллі. Володарі замку носили титул барона. Землі здавали в оренду Леджерам. Нині від цих багатих маєтків мало що лишилося.